# Противостояние гигантам
«Противостояние гигантам» (англ. Facing the Giants) — американский драматический фильм режиссёра Алекса Кендрика, вышедший в 2006 году.
«Противостояние гигантам» является вторым фильмом компании Sherwood Pictures.

## Сюжет
История студенческой команды по американскому футболу и её тренера, озабоченного несколькими подряд неудачными игровыми сезонами. Кроме того, его личная семейная жизнь на грани развала.
Тренер борется с собственным отчаянием и равнодушием своих игроков. Он принимает решение повысить дух команды путём её религиозного просвещения в духе христиан-евангелистов. Молитвы и прославление Господа помогают спортсменам добиться отличных результатов,  а тренеру вернуть мир в семью.

## В ролях
| Актёр           | Роль           |
| --------------- | -------------- |
| Эрин Бети       | Алисия Хьюстон |
| Джеймс Блэкуэлл | Мэтт Пратер    |
| Бэйли Кейв      | Дэвид Чайлдерс |
| Шэннон Филдс    | Брук Тейлор    |
| Трэйси Гуд      | Брейди Оуэнс   |
| Алекс Кендрик   | Грант Тейлор   |
| Стив Уильямс    | Ларри Чайлдерс |